# 粗根荨麻
粗根荨麻（学名：Urtica macrorrhiza）是荨麻科荨麻属的植物，是中国的特有植物。分布在中国大陆的云南等地，生长于海拔2,000米至2,500米的地区，多生长于灌丛中，目前尚未由人工引种栽培。

## 别名
火麻、荨麻、老虎麻（云南俗名）